# Бырлэдень
Бырлэдень также Бырладяны (рум. Bîrlădeni) — село в Окницком районе Молдавии. Является административным центром коммуны Бырлэдень, включающей также сёла Паладя и Ружница.

## География
Село расположено на высоте 179 метров над уровнем моря, у реки Чугур.

## Население
По данным переписи населения 2004 года, в селе Бырлэдень проживает 735 человек (338 мужчин, 397 женщин).
Этнический состав села:
| Национальность | Число жителей | Процентный состав |
| -------------- | ------------- | ----------------- |
| украинцы       | 478           | 65,03             |
| молдаване      | 227           | 30,88             |
| русские        | 20            | 2,72              |
| цыгане         | 6             | 0,82              |
| гагаузы        | 2             | 0,27              |
| румыны         | 1             | 0,14              |
| прочие         | 1             | 0,14              |
| Всего          | 735           | 100%              |

## Археология
- К северо-западу от Бырладян на вершине холма расположены три кургана высотой около 2 м каждый на расстоянии около 200 м друг от друга. Они известны под названием Бырладянские могилы. Насыпи распахиваются.
- К западу от села на вершине холма расположен курган высотой около 4 м, который в окрестностях также называют Бырладянская могила.
- Три кургана, известные под названием Ружицкие могилы, находятся на северо-восточной окраине села, слева от дороги Бырладяны — Редю-Маре. Насыпи, высотой около 2 м каждая, расположены в ряд, на расстоянии около 500 м друг от друга. Их поверхности распахиваются.